# Salix reptans
Espèce
Classification phylogénétique
Salix reptans est une espèce de plantes à fleurs de la famille des Salicaceae. C'est un saule des régions polaires,.

## Description
Salix reptans est un arbuste rampant des zones froides de toundras et des déserts polaires. Il ne doit pas être confondu avec Salix repens qui présente de nombreuses ressemblances.